# Карл Партс
Карл Партс (ест. Karl Parts; 15 липня 1886, волость Палупера, Ліфляндська губернія, Російська імперія — 1 вересня 1941, Кіров, Кіровська область) — естонський військовий діяч, учасник війни за незалежність Естонії, кавалер хреста Свободи.

## Біографія

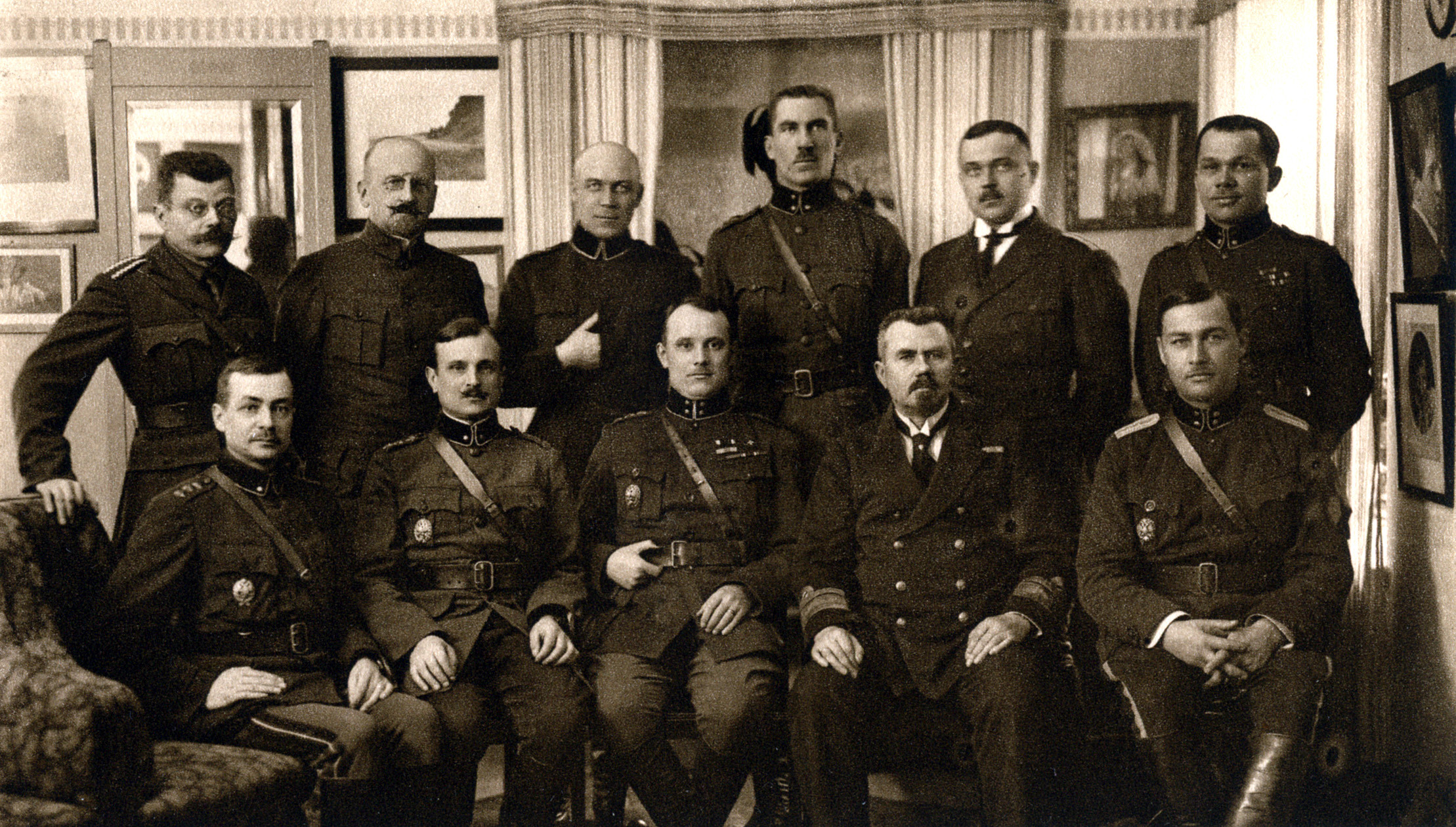
Головне командування естонської армії в 1920 році, зліва вгорі: генерал-майор Ернест Пиддер, доктор Артур Лоссманн, генерал-майор Олександр Тиніссон, полковник Карл Партс, полковник Віктор Пускар, полковник Яан Рінк. Зліва внизу: генерал-майор Андрес Ларка, генерал-майор Яан Соотс, головнокомандувач генерал-лейтенант Йохан Лайдонер, адмірал Йохан Пітка та полковник Рудольф Рейман

У 1915 році закінчив школу прапорщиків в Петергофі. Учасник Першої світової війни.
У 1917 році Партс вступив в естонську армію, в період німецької окупації організував підпільну організацію Союз оборони Естонії. Під час Визвольної війни брав участь в створенні частин бронепоїздів, в квітні 1919 року був призначений командиром дивізіону бронепоїздів. Брав участь в найбільшої битві війни — штурмі Пскова, що закінчився його здачею естонцям.
Після війни Партс в 1921—1923 роках командував бригадою бронепоїздів, пізніше працював інспектором. Брав активну участь у придушенні грудневого повстання 1924 року. У 1925 році пішов у відставку і став фермером.
У 1940 році після радянської окупації Естонії був заарештований; помер в наступному році, перебуваючи в тюремному ув'язненні.